# Praerhinaphe monotona
Praerhinaphe monotona är en fjärilsart som beskrevs av Hans Georg Amsel 1954. Praerhinaphe monotona ingår i släktet Praerhinaphe och familjen mott. Inga underarter finns listade i Catalogue of Life.